# Erick van Egeraat
Erick Leonardus Johannes Maria van Egeraat (Amsterdam, 27 april 1956) is een Nederlandse architect, schrijver en de directeur van het voormalige architectenbureau (designed by) Erick van Egeraat. Zijn projecten in Nederland, Duitsland, Centraal-Europa en Rusland hebben internationale erkenning verworven en meerdere prijzen gewonnen (onder andere de “RIBA Award” in 2007, “Best Building Award” in 2011 en 2012, en de “European Property Award” in 2013). Hij begon als ontwerper van onconventionele, sociale woningbouw en groeide uit tot ontwerper van complexe en gedetailleerde gebouwen. Deze hebben een toegevoegde waarde voor verschillende Europese steden, van bijvoorbeeld Amsterdam (The Rock, 2002-2009), Leipzig (Hoofdgebouw en auditorium Universiteit Leipzig, 2004-2015) tot Moskou (Opleidingsinstituut Sberbank, 2010-2015).
Van Egeraat werd op 26 april 2016 benoemd tot Officier in de Orde van Oranje-Nassau.

## Carrière
Erick van Egeraat is geboren in Amsterdam in 1956, maar groeide op in Groningen. Hij studeerde bouwkunde aan de TU Delft waar hij in 1984 met vier medestudenten (Francine Houben, Henk Döll, Roelf Steenhuis en Chris de Weijer) het bureau Mecanoo oprichtte. Als partner van Mecanoo bouwde hij al woningen voor hij zijn studie afrondde. Hij daagde de normen van sociale woningbouw uit, met het streven om goedkope woningbouw te realiseren met een hoge kwaliteit, zoals in de projecten Jongerenhuisvesting Kruisplein in Rotterdam (1980-1985) en ouderenwoningen in Nijmegen (1989-1993). Mecanoo won in 1990 de Nieuwe Maaskantprijs voor de woningen Hillekop in Rotterdam (1989-1990) en de Jhr. Victor de Stuerspenning voor het project Herdenkingsplein in Maastricht (1992-1994) in 1994. Andere noemenswaardige projecten zijn: Parkhotel, Rotterdam (1990-1992), Huis 13 voor de Internationale Gartenbauausstellung 1993 (1990-1993), Faculteit Economie en Management Hogeschool Utrecht (1991-1995) en de bibliotheek van de TU Delft (1992-1998).

### EEA en (designed by) Erick van Egeraat
Na meer dan 10 jaar als partner van Mecanoo, besloot Erick van Egeraat meer ruimte nodig te hebben voor zijn individuele kijk op architectuur. In 1995 verliet hij Mecanoo met 17 collega’s en begon zijn eigen bedrijf EEA met vestigingen in Rotterdam, Londen, Boedapest, Praag en Moskou. Zijn nieuwe benadering werd uitgedrukt in belangrijke projecten zoals het hoofdkantoor van de ING Bank en NNH in Boedapest (1992-1994) en de Crawford Art Gallery in Cork, Ierland (1996-2000). Deze projecten legden de basis voor wat Erick van Egeraat de Moderne Barok noemde, hiermee deed hij afstand van ‘witte architectuur’ en het compromisloze modernisme. Zijn eerste projecten drukten al zijn voorliefde voor het werken met historische gebouwen uit en hierin paste hij een gebalanceerde werkwijze toe, zijn visie was: “Als je werkt met traditionele waarden, moet je weten wanneer je moet schreeuwen en wanneer je stil moet zijn”. Andere noemenswaardige projecten zijn het poppodium Mezz in Breda (1996-2002), de woningen op de Mauritskade in Amsterdam (1996-2002), het stadhuis van Alphen aan den Rijn (1997-2002) en de Middlesbrough Institute of Modern Art (MIMA) in Middlesbrough, Verenigd Koninkrijk (2003-2007). Voor het laatstgenoemde project kreeg de architect de “RIBA Award” in 2007, de “Renaissance Award” in 2007 en de “Hadrian Award” in 2009. Terwijl hij met verschillende typologieën experimenteerde, werkte Erick van Egeraat nog steeds aan woningbouwprojecten, zoals het woningblok Sphinx in Amsterdam (1994-1995) en Winterpark in Nieuw-Vennep (2001-2005), waarin hij de kenmerkende neiging tot herhaling en het “aanbidden van doorsnee” in de Nederlandse cultuur uitdaagde.
Kenmerkend voor deze periode was een toenemende diversiteit in zijn projecten. Enerzijds deed hij zeer kleinschalige projecten, zoals de “Black Max” vaas voor Cor Unum (1997-1998) die hij vergeleek met een haiku, waar een “fout niet verhuld kan worden”. Anderzijds werkte hij aan projecten die hele stadsdelen herstructureerden, zoals een visie voor de Bijlmermeer in Amsterdam (1996) en het stationsgebied Stuttgart 21 in Stuttgart (1996).
In de jaren 90 werd Erick van Egeraat actief in Centraal-Europa die voorheen aan een “psychologie van buitensluiting” leed en na een eerste explosie van West-Europese cultuur een meer gevoelige creatieve interventie nodig had. Projecten in Polen (Nederlandse Ambassade in Warschau, 1999-2004,) Hongarije (ING Bank Hoofdkantoor in Boedapest, 1999-2004) en Tsjechië (Villa Bianca in Praag, 1999-2003) werden geprezen door het publiek en ontvingen prijzen van experts (de nationale restauratieprijs van Hongarije in 1999 en de “Life in Architecture”-prijs in Polen in 2005). Onder andere deze projecten legden een basis voor zijn werk in Rusland. In het land dat hij beschrijft als een land waar mensen gesteld zijn op schoonheid, en bovendien onbevangen zijn, creëerde hij zijn meest uitgesproken projecten: Russian Avant-Garde in Moskou (2001) en Federation Island in Sotsji (2007). Zijn spraakmakende, gerealiseerde projecten in Rusland zijn onder andere Capital City in Moskou (2002-2010), winkelcentrum Vershina in Soergoet (2005-2010), het opleidingscentrum van Sberbank (2010-2014) en het interieur van de Mercury City Tower (2012-2015).
Na een faillissement in 2009 herstructureerde Erick van Egeraat zijn bureau naar (designed by) Erick van Egeraat, met vestigingen in Rotterdam, Moskou, Boedapest en Praag. Hij bleef trouw aan zijn principe dat “ontwerpen gaat over het onmogelijke maken” en het nastreven van kwaliteit en complexiteit, zelfs als de financiële crisis kostenbesparingen en bescheidenheid veroorzaakt. Deze benadering is duidelijk aanwezig in recente projecten, zoals het Drents Museum in Assen (2008-2011), de gevel van de Incineration Line in Roskilde, Denemarken (2008-2014), het hoofdgebouw en auditorium van de Universiteit Leipzig, Duitsland (2004-2015) en Erasmus University College in Rotterdam (2012-2014). Hoewel zijn werken internationaal gericht zijn, blijft Erick van Egeraat in Nederland werkzaam. Ook al zijn een aantal van zijn recente, Nederlandse ontwerpen (Forum Rotterdam, 2008 en De Kuip, 2014) niet uitgevoerd, de invloed van zijn gerealiseerde projecten in Nederland blijft zeer groot. Voor zijn Nederlandse projecten heeft hij verschillende prijzen ontvangen, zoals de Breda Architectuur Prijs publieksprijs voor poppodium Mezz in 2004 , de scholenbouwprijs voor het Metzo College in Doetinchem in 2006, de Rietveldprijs 2007 voor het ABC Faculteitsgebouw in Utrecht en de prijs voor het beste interieur van de Dutch Design Awards  voor het Drents Museum in Assen in 2012.
Het portfolio van Erick van Egeraat bevat meer dan 100 gerealiseerde projecten in meer dan 10 landen. Hij heeft aan verschillende internationale jury’s deelgenomen, en heeft meerdere prijsvragen gewonnen (zoals de prijsvraag voor het nieuwe stadhuis van Boedapest in 2009, en de VTB Arena in Moskou in 2010) en won hij diverse andere prijzen voor zijn werk. Op verschillende punten in zijn carrière heeft Erick van Egeraat daarnaast tentoonstellingen ontworpen en is tevens zijn eigen oeuvre tentoongesteld. Van 1995-1999 werkte hij samen met de Kunsthal Rotterdam aan het ontwerp van een aantal tentoonstellingen (‘Pop Art’, ‘Leonardo da Vinci’, ‘Super Insect Show’ en ‘British Sports Car Design’). Later creëerde hij ook meerdere solotentoonstellingen, zoals ‘Taste’ die tentoongesteld werd in Nederland, Slowakije en Polen (2002), ‘The Value of Beauty’ in Nederland (2005), ‘eea – designed by Erick van Egeraat’ in Hongarije en Tsjechië (2007) alsook de tentoonstelling ‘Star architects, To Russia with Love’ met Sir Norman Foster en Dominique Perrault in Moskou tijdens de Arch Moscow in 2006.
Als professor aan de International Academy of Architecture in Sofia, Bulgarije, gastdocent en criticus, reist Erick van Egeraat over de hele wereld. Daarnaast heeft hij  meerdere boeken geschreven. In ‘Six Ideas about Architecture’, geschreven met Deyan Sudjic, geeft hij “een inzicht in zijn motivaties en ideeën over architectuur, een kans om te volgen hoe architectuur echt tot stand komt”. In het boek ’10 years Erick van Egeraat: realized works’ met Philip Jodidio, presenteert hij zijn werk in de periode van de oprichting van zijn eigen bureau tot een intensievere professionele groei (1995-2005). In zijn recente ‘Life without Beauty’, bundelt hij zijn columns geschreven tussen 2008-2011 voor het Russische tijdschrift Commercial Real Estate over de problematiek van de globale economie met betogen over bijna elk aspect van het leven.

#### Faillissementen
EEA ging in 2009 failliet maar maakte een doorstart mee als (designed by) Erick van Egeraat. In 2016 ging ook dit bedrijf failliet. Het faillissement koste het UWV tonnen aan achterstallige lonen en andere verplichtingen. Ook hierna maakte het bedrijf een doorstart, ditmaal als Design Erick van Egeraat.

## Privéleven
Samen met zijn eerste vrouw, architect Francine Houben, heeft hij drie kinderen. Later trouwde hij met fotomodel Tiffany.

## Ontwerpfilosofie
Volgens Deyan Sudjic vertonen de gebouwen van Erick van Egeraat “verschillende kwaliteiten in verschillende proporties, afhankelijk van hun individuele omstandigheden, maar zijn ze producten van een  reeks principes”. Deze principes hebben geen betrekking op stijl, omdat Erick van Egeraat in zijn werk zich voorneemt om “geen aanhoudende stijl te hebben – een andere benadering voor elk gebouw voor elke dag, om elk moment anders te zijn”. Zijn ambitie om anders te zijn was een van de redenen dat hij Mecanoo verliet. Maar alleen anders zijn was niet genoeg; hij wilde iets moois creëren wat mensen zou ontroeren. Met zijn eigen kijk op schoonheid creëerde hij zijn eigen aanpak: het omarmen van schoonheid en kwaliteit, met Moderne Barok (ING Bank hoofdkantoor, Boedapest) enerzijds en anderzijds ingetogenheid (Natuurhistorisch Museum, Erasmus University College, beide Rotterdam). Volgens Philip Jodidio “zocht en vond hij een balans tussen precies de elementen die Vitruvius noemde als essentiële kwaliteiten van architectuur: vastheid, handelswaar en genot: structureel sterk, functioneel gebruik en kijkgenot of esthetiek.” Het terugbrengen van het begrip van schoonheid betekent geen nostalgie, geen heimwee naar het verleden. Alle projecten van Erick van Egeraat “relateren aan hedendaagse smaak”. Hij is gericht op het realiseren in plaats van het theoretiseren: “Ik ben niet geïnteresseerd in het maken van een beeld – ik ben geïnteresseerd in het bouwen van dat beeld”.

## Geselecteerde projecten

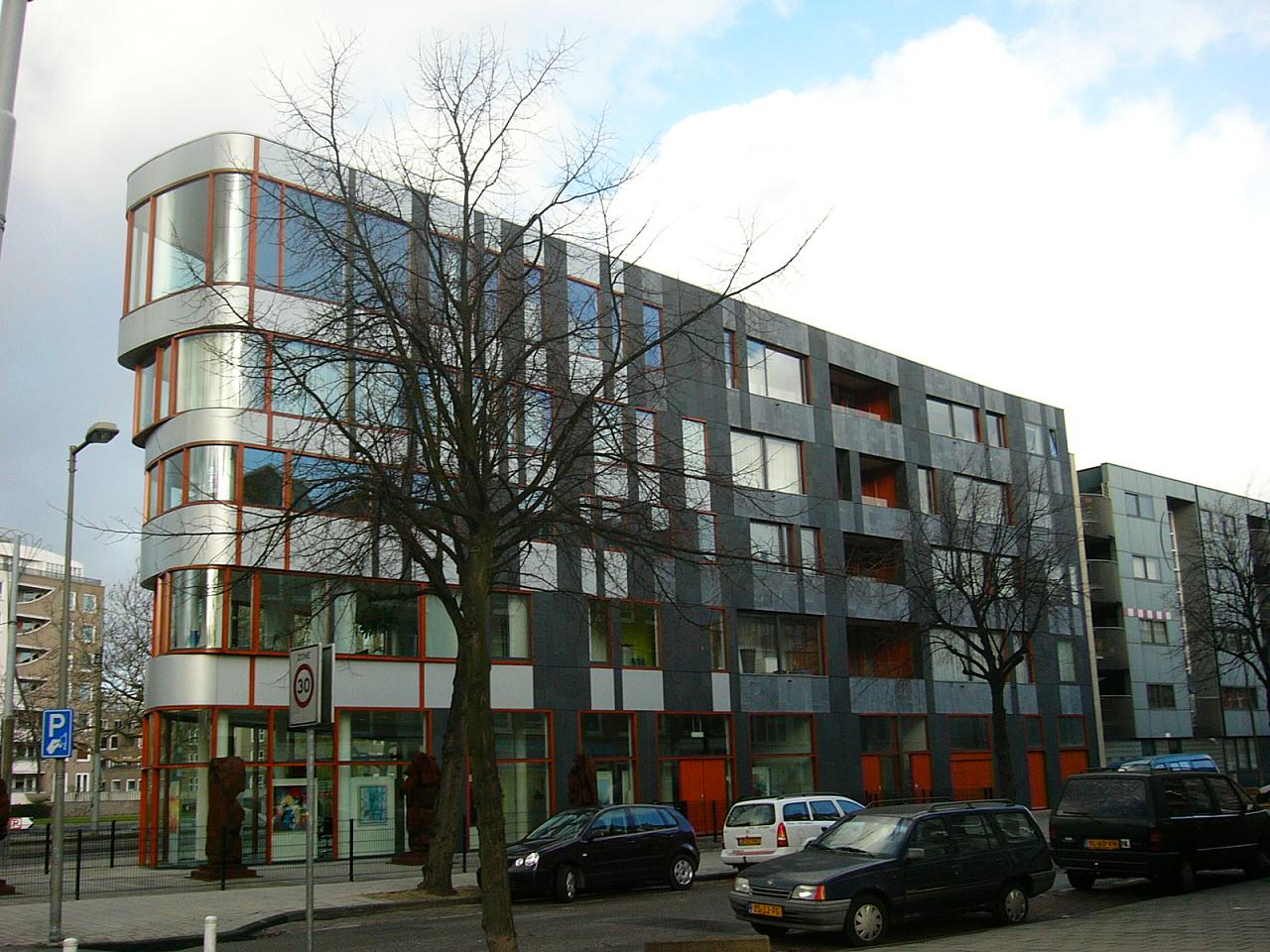
Tropenpunt aan de Mauritskade in Amsterdam

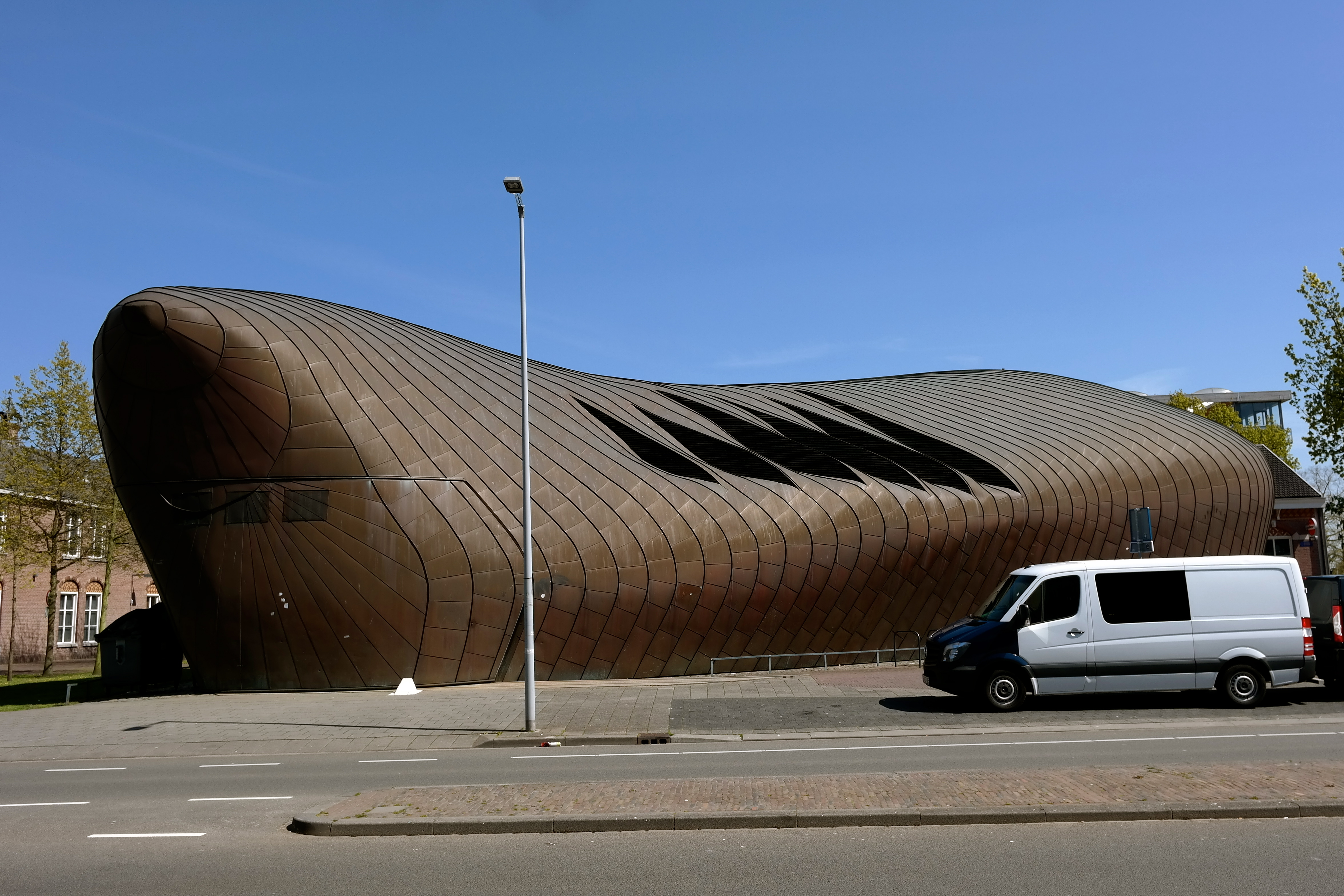
Poppodium Mezz in Breda

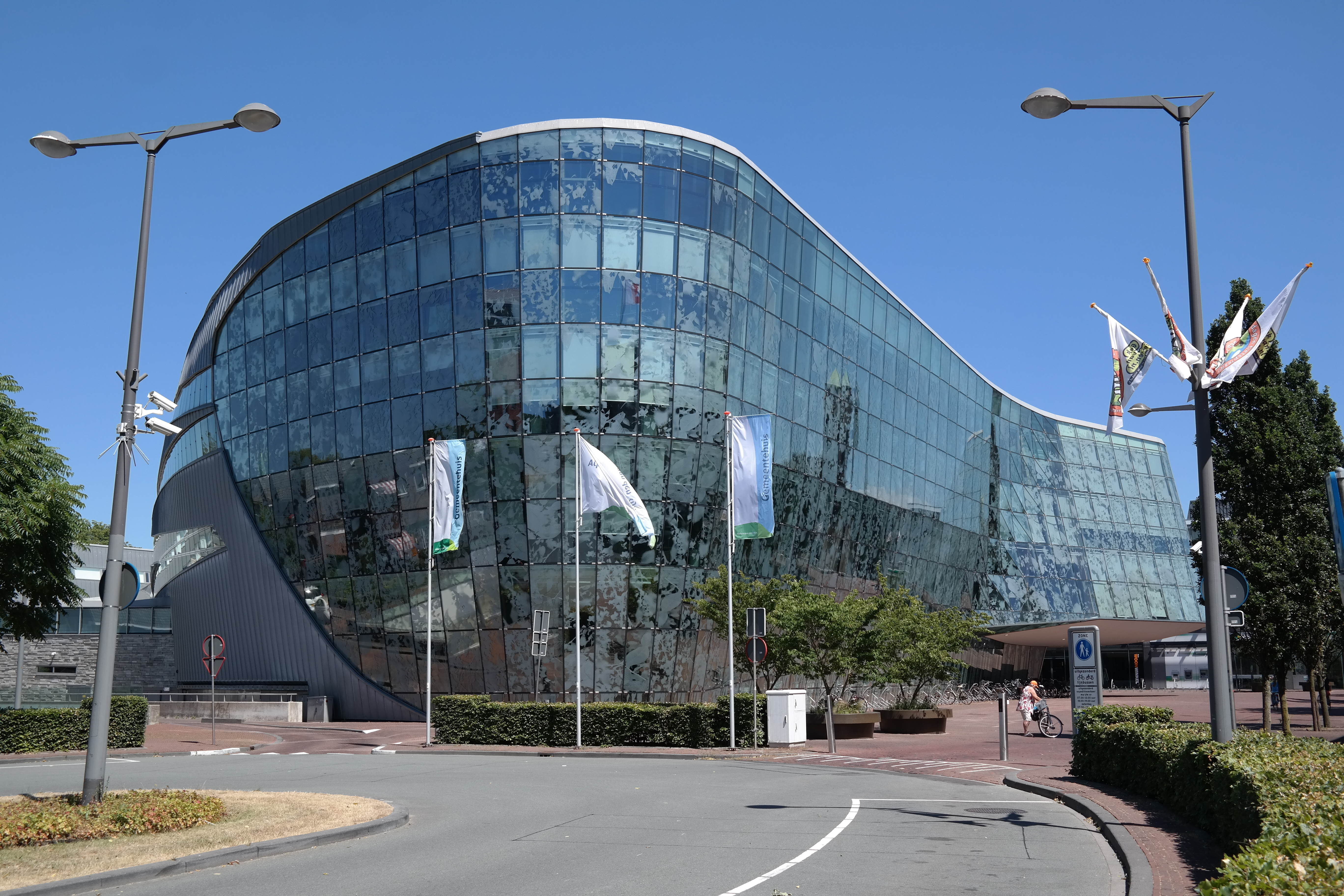
Stadhuis Alphen aan den Rijn

- 1980-1985: Jongerenhuisvesting Kruisplein[11] - Rotterdam, Nederland (als partner in Mecanoo)
- 1989-1990: Woningen Hillekop[12] - Rotterdam, Nederland (als partner in Mecanoo)
- 1990-1992: Parkhotel[14] – Rotterdam, Nederland (als partner in Mecanoo)
- 1992-1995: Natuurhistorisch Museum[63] - Rotterdam, Nederland (als partner in Mecanoo)
- 1992-1994 / 1993-1997: ING Bank kantoor / uitbreiding - Boedapest, Hongarije
- 1994-1995: Woningblok Sphinx - Amsterdam, Nederland
- 1994-1997: School voor Mode en Grafische Kunst - Utrecht, Nederland
- 1996-2000: Crawford Art Gallery - Cork, Ierland
- 1996-2000: InHolland Hogeschool- Rotterdam, Nederland
- 1996-2002: Poppodium Mezz - Breda, Nederland[23]
- 1997-2002: Stadhuis - Alphen aan den Rijn, Nederland[25]
- 1998-2002: Woningen Mauritskade[24] - Amsterdam, Nederland
- 1999-2003: Villa Bianca - Praag, Tsjechië
- 1999-2004: ING Bank Hoofdkantoor[19] - Boedapest, Hongarije
- 2000-2004: Nederlandse Ambassade - Warschau, Polen[32]
- 2000-2011: Office Tower “The Rock”[5] - Amsterdam, Nederland
- 2001-2005: Winterpark – Nieuw-Vennep, Nederland
- 2002-2010: Capital City – Moskou, Rusland
- 2003-2004: Deak Palace - Boedapest, Hongarije
- 2003-2006: Kantoren Zilverparkkade - Lelystad, Nederland
- 2003-2006: Metzo College – Doetinchem, Nederland[43]
- 2003-2007: Middlesbrough Institute of Modern Art[26] – Middlesbrough, Verenigd Koninkrijk
- 2003-2008: Stadstheater – Haarlem, Nederland[67]
- 2003-2012: Masterplan Milanofiori – Milaan, Italië
- 2004-2010: Masterplan River Park - Bratislava, Slowakije
- 2004-2010: Privéwoning – Rotterdam, Nederland
- 2004-2015: Hoofdgebouw en Auditorium Universiteit Leipzig[6] - Leipzig, Duitsland, waaronder Paulijnse Kerk
- 2005-2009: Lyon Confluence – Lyon, Frankrijk
- 2005-2010: Winkelcentrum Vershina[35] - Soergoet Rusland
- 2006-2011: Sumatrakontor - Hamburg, Duitsland
- 2006-2015: Villa – Moskou, Rusland
- 2007-2011: Drents Museum - Assen, Nederland[39]
- 2008-2010: Schaakclub[68] – Chanty-Mansiejsk, Rusland
- 2008-2013: Incineration Line - Roskilde, Denemarken[40]
- 2008-2014: Columbuskwartier - Almere, Nederland[69]
- 2010-2013: Opleidingsinstituut Sberbank[7] - Moskou, Rusland
- 2010-2013: Erasmus University College - Rotterdam, Nederland[41]
- 2012-2013: Interieur Mercury City Tower - Moskou, Rusland[36]

## Prijzen en onderscheidingen
- “Best high-rise architecture in Russia”, European Property Awards voor Mercury City Tower, Moskou, Rusland (2013)[3]
- Beste Interieur, Dutch Design Award[45] voor Drents Museum, Assen, Nederland (2012)
- “Best Building 2012 Siberia” voor Winkelcentrum Vershina, Soergoet, Rusland (2012)
- “Grand Prix”, Golden Capital Award Siberia voor Winkelcentrum Vershina, Soergoet, Rusland (2012)
- “Best Building 2011 Russia” voor schaakclub, Chanty-Mansiejsk, Rusland (2011)[68]
- “Emporis Skyscraper Award” voor Capital City, Moskou, Rusland (2010)
- “Best multi-functional development”, Commercial Real Estate Award voor Capital City, Moskou, Rusland (2010)
- “Hadrian Award” voor Middlesbrough Institute of Modern Art, Middlesbrough, Verenigd Koninkrijk (2009)
- Rietveldprijs voor ABC Faculteit Universiteit Utrecht, Utrecht, Nederland (2007)[44]
- “RIBA Award North East region” voor Middlesbrough Institute of Modern Art, Middlesbrough, Verenigd Koninkrijk (2007)[1]
- “Renaissance Award”, Royal Institution of Chartered Surveyors voor Middlesbrough Institute of Modern Art, Middlesbrough, Verenigd Koninkrijk (2007)
- “For Budapest Award” voor diverse projecten in Boedapest, Hongarije (2006)
- “Reitter Ferenc Prize” voor Déak Palota in Boedapest, Hongarije (2006)
- “Life in Architecture Award 2004-2005” voor het beste gebouw in Warschau, voor Nederlandse Ambassade, Warschau, Polen (2005)
- “MIPIM Award” voor Kantoren ING Bank & NNH in Boedapest, Hongarije (1999)